# Théâtre Robert-Houdin
Le théâtre Robert-Houdin est un ancien théâtre parisien fondé sous le nom de théâtre des Soirées Fantastiques de Robert-Houdin par le magicien Jean-Eugène Robert-Houdin en 1845.

## Histoire
Initialement sis au no 164 de la galerie de Valois au Palais-Royal, il a déménagé en 1852 pour s'installer de façon permanente au no 8, boulevard des Italiens. Il est racheté en 1888 par Georges Méliès à la veuve de Robert-Houdin. 
Le Lieu est principalement consacré à l'illusionnisme.

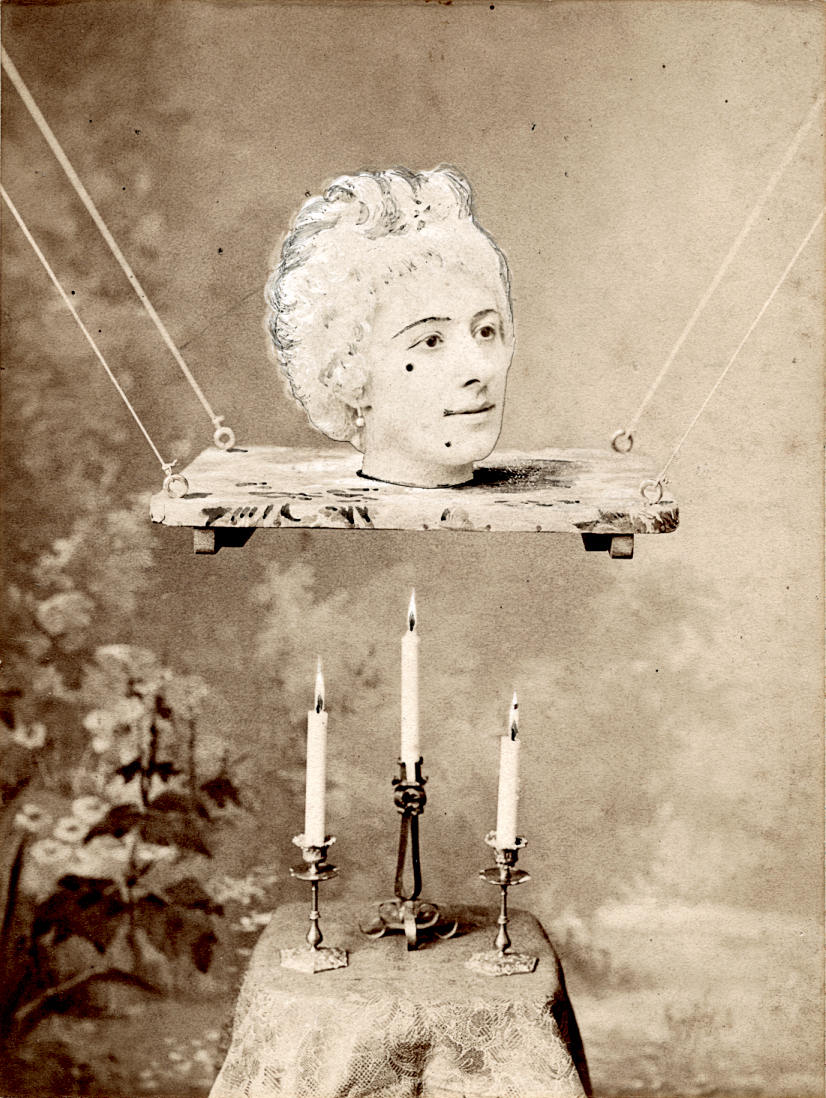
Collage photographique d'un spectacle d'illusionisme de Georges Méliès, avec la tête de Jehanne d'Alcy.

Le théâtre est en partie détruit le 30 janvier 1901, à la suite d'un incendie qui se déclare chez Clément Maurice, un photographe logé à l'étage. En 1905, le théâtre fête les cent ans de son créateur. On y présente L’Automate au trapèze. En 1910, le théâtre donne une grande soirée au bénéfice des inondés. En 1913, Georges Méliès est ruiné. Il tente de vendre les automates du théâtre Robert-Houdin.
En 1917, Henri Maurier est le dernier magicien du théâtre. Trois ans plus tard, le théâtre cesse définitivement ses activités. Il est finalement démoli en 1924 à cause du percement de la dernière partie du boulevard Haussmann.